# أفران صهر المعادن

## مقدمة
يتم صهر المعادن الحديدية و غير الحديدية باستخدام عدة أنواع من الأفران، كل منها يتميز بخواصه المعينة وسعته ونوعية المعدن الناتج منه وكميته وطبيعة استخدامه.

ومن الأفران الشائع استخدامها في المسابك: فرن البوتقة و فرن الدست و الأفران الكهربائية

## فرن البوتقة
من أقدم أنواع أفران الصهر ومازال يستخدم في كثير من المسابك. يشعل بالفحم أو بالغاز و يستخدم في صهر النحاس الأصفر والبرونز والألومنيوم.

يتكون الفرن من عمود إسطواني من الصلب ينتهي عند القاع بموقد و يغطي اعلاه بغطاء يمكن رفعه ويوضع المعدن في بوتقة تدفت في فحم الكوك المشتعل.

و تصهر المعادن الغير حديدية غالبا في أفران تشعل بالغاز أو الزيت وقد تكون أفرام ثابتة يمكن إمالتها ويكون وعاء الصهر عبارة عن بوتقة من الجرافيت.

## فرن الدست
فرن الدست[بالإنجليزية:cupola furnace] من اوسع الأفران انتشارا ويتم فيه صهر ملايين الأطنان من حديد الزهر سنويا.

يتم تشغيل فرن الدست بوضع كمية كافية من كسر الخشب لإشعال فحم الكوك الذي يوضع فيه و يوضع نصف شحنة القاع تقريبا من فحم الكوك فوق الخشب ويشحن فرن الدست علي التوالي من طبقات من شحنة الحديد وفحم الكوك ومساعد الصهر. ويعتمد الصهر في فرن الدست علي استمرار عملية الشحن وإخراج المنصهر إذ كلما تحركت الشحنة إلي أسفل في منطقة الصهر تضاف شحنات إضافية من أعلي ويتوقف حجم الشحنة علي سعة الفرن كما يضاف مساعد للصهر فوق كل شحنة من الكوك لجعل الخبث أكثر سيولة، ويستعمل الحجر الجيري كمساعد صهر أحيانا واحيانا يضاف مقادير صغيرة من الفلورسبار أو مسحوق الصودا(كربونات الصودا) لتحسين سيولة الخبث، ويتم الاشتعال في فرن الدست بنفخ الهواء من الودنات خلال طبقة فحم الكوك المشتعل في منطقة الانصهار.

## الأفران الكهربائية
يمتاز الصهر الكهربائي إذا قورن بالطرق الأخرى لصهر الصلب بعدة مميزات منها إمكانية الوصول لدرجة حرارة عالية في مكان الصهر مما يسمح بالحصول علي خبث به كثير من الجير، يضمن التخلص التام تقريبا من الفوسفور والكبريت عند استخدام حجر جيري كثير وكذلك يقل احتراق المعدن لعدم وجود لهب مؤكسد

و تعمل الأفران الكهربائية الصناعية إما بالحث الكهربائي أو بمبدأ القوس الكهربائي.